# Юйхуа (Сингапур)
Юйхуа (Юэ Хва; кит. упр. 裕华大厦, пиньинь Yùhuá dàshà, юйхуа-даша) — историческое здание, расположенное на углу улиц Ётхонсень (Eu Tong Sen) и Аппер-Кросс, в китайском квартале (чайнатаун) Сингапура.
Это здание было построено в 1936 году как отель для состоятельных посетителей (бутик-отель). После строительства Юйхуа было самым высоким зданием в китайском квартале и первым зданием с лифтом. В 1959 году здание сменило владельца и назначение - теперь это торговый комплекс.